# Ditylus lienharti
Ditylus lienharti is een keversoort uit de familie schijnboktorren (Oedemeridae). De wetenschappelijke naam van de soort is voor het eerst geldig gepubliceerd in 1940 door Theobald.